# Ángel Fernández Benéitez
Ángel Fernández Benéitez (Zamora, 1955) es un poeta español en lengua castellana.

## Biografía
Estudió Filosofía y Letras en la Universidad de Salamanca y fue profesor de lengua española y literatura entre 1979 y 2013. Residió en Lanzarote entre 1982 y 1999, año en que regresó a Zamora. En el cambio de siglo y durante los primeros años del nuevo, perteneció en Zamora al grupo poético Magua Sociedad Literaria.
Poeta cernudiano, su labor literaria se centra fundamentalmente en la poesía; en 2014 recogió una buena muestra de su obra en la antología Perdulario. De su obra ha dicho Tomás Sánchez Santiago:
Creo que toda la escritura poética de Fernández Benéitez merodea justamente en torno a esto: la distancia ineludible entre los nombres y las realidades ("me filtro en los nombres como humedad dañina", se lee ya en La conducta inocente). Contra aquella aspiración taumatúrgica de los poetas creacionistas, capitaneados por Huidobro ("¿Por qué cantáis la rosa, oh, poetas?/ Hacedla florecer en el poema"), el poeta zamorano sostiene entre los dedos esa lástima que caracteriza también al poeta: la de quien sabe que solo puede pararse en los nombres mientras allá, en el exterior, sucede todo. En un maravilloso poema titulado "Contemplación", Fernández Benéitez hace de la rosa, precisamente, el símbolo de aquello que no puede alcanzarse ni siquiera nombrándolo ("No voy a urdir la rosa/ porque no está en mi mano construirla"). Y en otro poema de El verano al acecho -libro inédito en el que el poeta llega, bajo las pedradas secas de esos títulos: "Realidad", "Desafecto", "Consolación", "Imitación", a una insistencia feraz y decisiva en este juego de insuficiencias que es escribir poemas-, se lee esto: "Si cuando digo cielo,/ se clavara en los ojos tanta altura".
Máximo Hernández, en su prólogo a Perdulario, señaló que
Hasta el último rincón de su obra, ha exprimido Ángel Fernández Benéitez su pasión por el conocimiento: esa es su verdadera identidad. Esa, y la voluntad de ahondar en el entendimiento del desconcierto producido por las dudas que soporta el hombre cuando se toma a sí mismo como objeto de estudio, voluntad que actúa como escudo para detener los golpes de la inseguridad. Una obra que se desliza siempre entre lo íntimo y lo real, elaborada mediante un discurso poético que se mueve entre la belleza y la densidad de pensamiento, entre el mundo de las ideas y el mundo de la naturaleza, sin hacer nunca ostentación de lo que sabe y lo que aprende, pero trasladando a sus posteriores entregas el bagaje obtenido en cada uno de sus libros.
Por su parte, Eduardo Moga ha escrito sobre él:
Ángel Fernández Benéitez es un autor entero y poroso, de inspiración clásica, voz serenamente articulada y relumbres naturales: su pasión por la naturaleza, contemplativa, pero también erótica, se manifiesta desde su primer hasta su último verso. Las inseguridades existenciales, entre las que la definición de la identidad, de la sustancia del ser individual, descuella con vigor, se proyectan en la descripción de un mundo asombroso y, a veces, empavorecedor. Encuentro muy significativa una de las citas que preceden a Blanda le sea: son de la Epístola moral, de Andrés Fernández de Andrada, cuya gravedad de pensamiento y claridad de expresión convienen singularmente a Fernández Benéitez. No es este, sin embargo, solo un excelente conocedor de las tradiciones clásicas, sino también un amante de las contemporáneas: la musicalidad siempre sobria de sus palabras se enreda a menudo en un follaje vanguardista y hasta en arboledas neoculturalistas, como se aprecia, precisamente, en Blanda le sea.

## Premios
- Premio Ciudad de Toro 1979, por Espirales.
- Premio Esperanza Spínola de poesía 1988, por A la orilla del júbilo.

## Algunas antologías poéticas en las que ha sido incluido
- Todos de etiqueta, edición de Tomás Salvador González, Valladolid: Consejería de Educación y Cultura de la Junta de Castilla y León, 1986.
- Acercamiento poético, edición de Nazario de León Robayna y José Perdomo Fernández, 2 volúmenes, Arrecife: Casa de la Cultura Agustín de la Hoz, 1987.
- Las palabras de paso. Poetas en Salamanca 1976-2001, edición de José Luis Puerto y Tomás Sánchez Santiago, Salamanca: Amarú, 2001.
- Palabras como velas encendidas. Voces por los derechos humanos, Zamora: Amnistía Internacional, 2007.
- Poetas de Zamora. Homenaje en el Instituto Claudio Moyano, coordinado por Manuel Ángel Delgado de Castro, Zamora: IES Claudio Moyano, 2009 (DVD).
- Poesía de Castilla y León, coordinado por Fernando Martos, Bilbao: Zurgai, 2010.
- Palabras para Ashraf, edición de Juan Luis Calbarro, Palma de Mallorca: Los Papeles de Brighton, 2016.
- Poemas para combatir el coronavirus, edición de Juan Luis Calbarro y Miriam Maeso, Alcobendas (Madrid): IES Ágora y Los Papeles de Brighton, 2021.
- Dieciséis de Brighton. Antología poética, edición de Eduardo Moga, Madrid: Los Papeles de Brighton, 2023.